# جامعة مونتيفالو
جامعة مونتيفالو هي جامعة عامة في مونتيفالو، ألاباما. تأسست عام 1896م، وهي كلية الفنون الحرة العامة الوحيدة في ألاباما وعضو في مجلس كليات الفنون الليبرالية العامة. تأسست منطقة جامعة مونتيفالو التاريخية في عام 1979 وتضمنت 16 مبنى في الحرم الجامعي. تم توسيعه في عام 1990 ليشمل 75 مبنى بإجمالي

## التاريخ

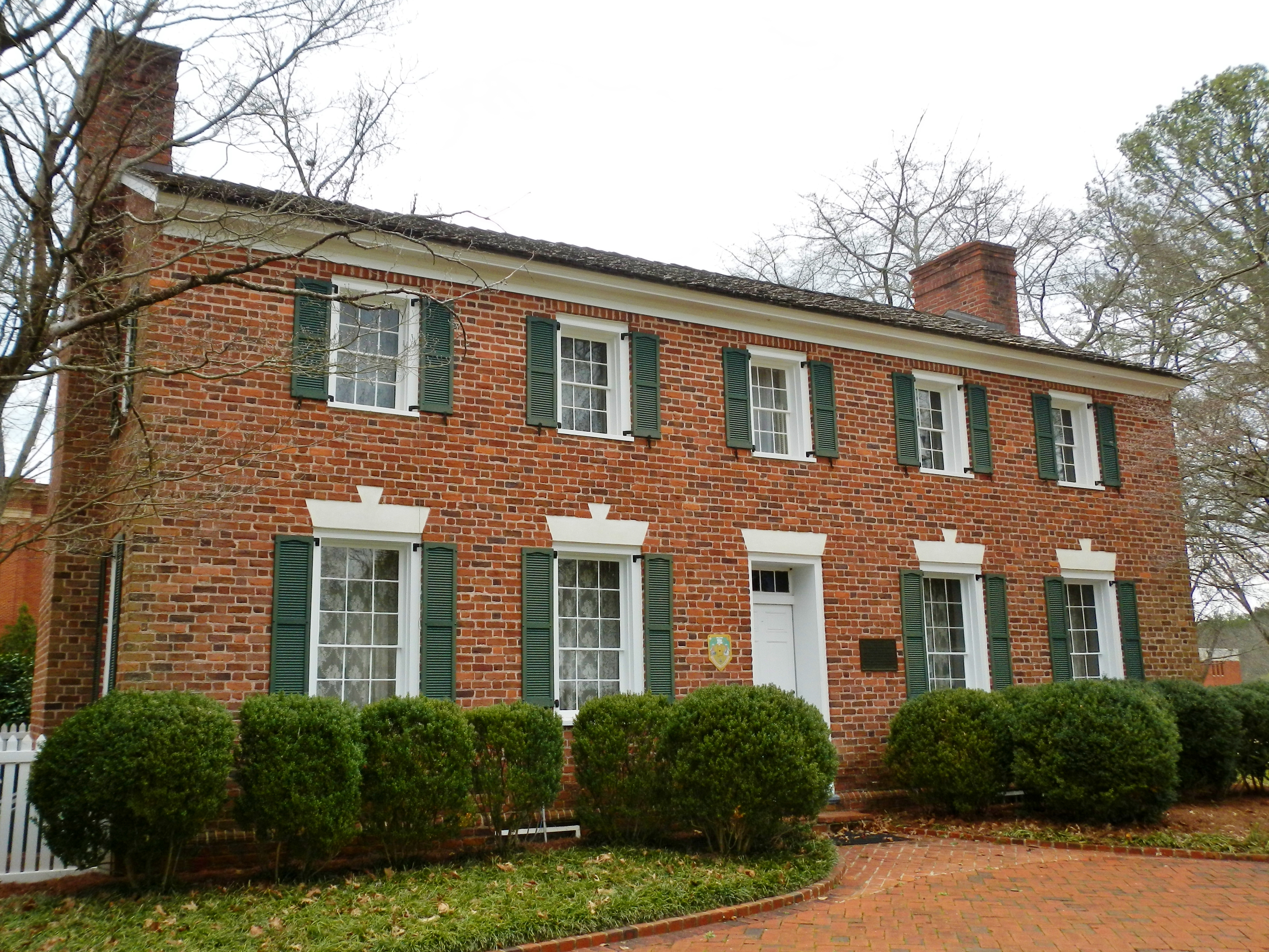
تم بناء بيت الملك على الطراز الفيدرالي في عام 1823، وهو أقدم مبنى في الحرم الجامعي، وقد أُضيف إلى السجل الوطني للأماكن التاريخية في 14 يناير 1972.

تم تصميم الجزء الرئيسي من الحرم الجامعي من قبل الإخوة أولمستيد والجزء المركزي هو منطقة تاريخية مدرجة في السجل الوطني للأماكن التاريخية. افتتحت الجامعة في أكتوبر 1896 باسم مدرسة ألاباما الصناعية للبنات (AGIS)، وهي مدرسة فنية للنساء فقط تقدم أيضًا دورات على مستوى المدرسة الثانوية. أصبح AGIS معهد ألاباما التقني للفتيات في عام 1911، مضيفًا «وكلية للنساء» في عام 1919. تطورت المدرسة تدريجيًا كمؤسسة تقليدية تمنح الدرجات العلمية، لتصبح كلية ألاباما، الكلية الحكومية للنساء في عام 1923.
أصبحت المدرسة مختلطة بشكل فعال بعد الضغط من قبل مؤيدي المدرسة مما أدى إلى تمرير المجلس التشريعي في ولاية ألاباما لمشروع قانون في 15 يناير 1956 لإزالة التسمية «كلية الولاية للنساء». دخل الرجال الأوائل المدرسة في نفس الشهر. لا يزال الجسم الطلابي يحافظ على نسبة 7: 5 من النساء إلى الرجال.
في عام 1965، أذن مجلس الأمناء للرئيس د. كلوب يوقع شهادات ضمان الامتثال لقانون الحقوق المدنية لعام 1964. في خريف عام 1968، التحقت ثلاث نساء أمريكيات من أصل أفريقي، كارولين بيربو، وروبي كينبرو ودوروثي (ليلي) ترنر، بالجامعة. في 1 سبتمبر 1969، تم تغيير اسم كلية ألاباما إلى جامعة مونتيفالو. أُدرجت مدرسة ألاباما الصناعية للبنات في السجل الوطني في عام 1978. وفي عام 1990، تم إدراج جامعة مونتيفالو التاريخية في السجل الوطني كتوسيع.
تقع مونتيفالو في المركز الجغرافي لألاباما في منطقة غنية بتاريخ الحرب الأهلية. العديد من المباني في الحرم الجامعي تسبق تأسيس الكلية، بما في ذلك بيت الملك (المحجوزة للضيوف المميزين للحرم الجامعي) ورينولدز هول (المستخدمة من قبل قسم المسرح وعلاقات الخريجين). ورد أن بيت الملك كان أول منزل في ألاباما يحصل على نوافذ زجاجية. مع ما يقرب من 3000 طالب، يكون للجامعة تأثير اقتصادي كبير على المجتمعات المحيطة في مقاطعة شيلبي.

## التقاليد

### ليلة الكلية
يُطلق على تقليد العودة للوطن في جامعة مونتيفالو اسم ليلة الكلية، وهي مسابقة تعليمية مختلطة يمكن للطلاب المشاركة فيها إما للجانب الأرجواني أو الجانب الذهبي، والذي سمي على اسم ألوان المدرسة. بدأ تقليد ليلة الكلية كاحتفال بإعادة تسمية معهد ألاباما الفني للفتيات إلى كلية ألاباما. لأول مرة في 3 مارس 1919، كمنافسة بين الفصول الأربعة، قال طلاب عام 1919 «الآن بعد أن أصبحت مدرستنا كلية، بدأنا في ممارسة الأعمال المثيرة في الكلية».
تجري منافسة مبهجة بين الجانب الأرجواني والجانب الذهبي. يقوم الجانبان بصياغة لافتة يتم عرضها أمام قاعة المزارعين، مبنى اتحاد الطلاب بالحرم الجامعي. الحدث الرئيسي في ليلة الكلية هو سلسلة العروض المسرحية الموسيقية، التي تم إخراجها وتمثيلها وإنتاجها بواسطة الطلاب المشاركين. تستمر العروض من الأربعاء إلى السبت في أسبوع ليلة الكلية. إنه بعد الإنتاج النهائي مساء يوم السبت عندما يتم الإعلان عن «النصر الأرجواني» أو «النصر الذهبي» حتى ليلة الكلية في العام المقبل. يتم تحديد الفائز في ليلة الكلية بناءً على نظام النقاط المستمدة من درجة الروح الرياضية لكل جانب، ومدى أدائهم الجيد في الأحداث المختلفة، وكيف يقوم حكام الإنتاج التي يقودها الطلاب بتقييم عرض كل جانب.
تكريما للذكرى السنوية الخامسة والعشرين لـ AG.T.I. في عام 1921، أصبحت ليلة الكلية منافسة بين جانبين، الأرجواني والذهبي، بدلاً من المنافسة بين الفصول. منذ ذلك الحين، اعتمد كلا الجانبين تمائم؛ تبنى الجانب الأرجواني البقرة لتكون لهم، واعتمد الجانب الذهبي الأسد على أنه ملكهم. لكل جانب أغنية تُغنى فقط عندما يتكاتف أعضاء الجانب ليشكلوا دائرة؛ بينما دائرة الجانب الأرجواني متصلة بزاوية 360 درجة، يترك الجانب الذهبي كلاً صغيرًا في دائرته. عندما «يحيطون»، فإن قادة كل جانب «يطرحون سؤالاً» على جميع الأعضاء الآخرين من كل جانب. يسأل قادة «بيربل سايد»، «لماذا لا يوجد ثقب في دائرتنا أبدًا؟» يجيب جانبهم دائمًا بـ «لأن الدائرة الموحدة هي جانب موحد دع الدائرة لا تنكسر» يسأل قادة جولد سايد جانبهم، «لماذا هناك دائمًا فجوة في دائرتنا؟» يرد جانبهم بالقول، «لأن هناك دائمًا مساحة لذهب واحد آخر»
في عام 2000، تم إعلان ليلة الكلية «تراثًا محليًا» من قبل مكتبة الكونجرس، مع معرض يحتوي على تسجيلات صوتية لأغاني جانبية أرجوانية وذهبية، وصور فوتوغرافية، وبرامج ليلية للكلية، وغيرها من القطع الأثرية.

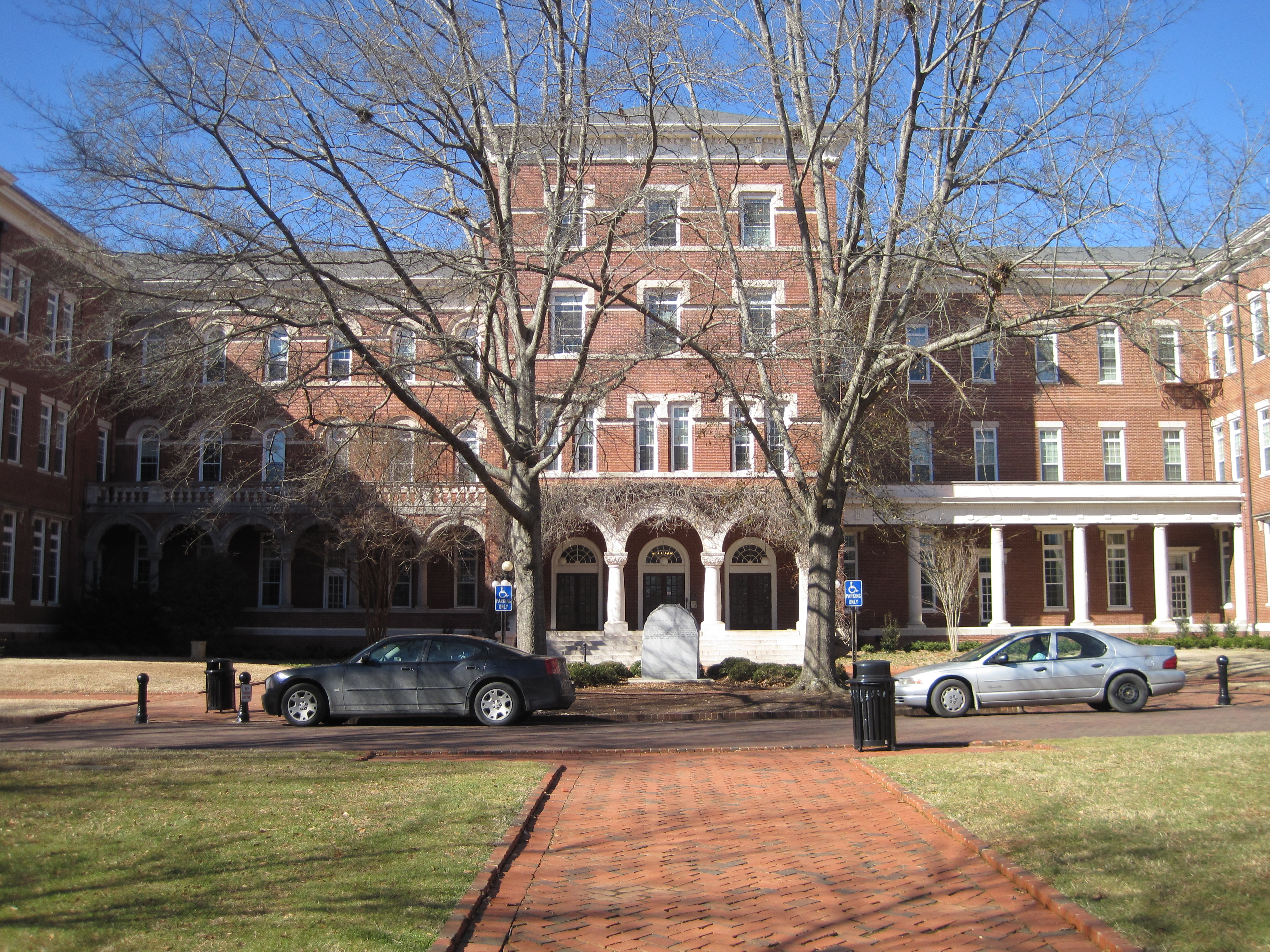
القاعة الرئيسية، جامعة مونتيفالو

تقليديا، كان أسبوع المحتال أسبوعًا في أواخر أكتوبر عندما تخفي فتيات الصف الأول «المحتال» طاقم على شكل محتال الراعي تقريبًا ويقدمون أدلة غامضة لنساء الطبقة الدنيا اللائي يجدنه.

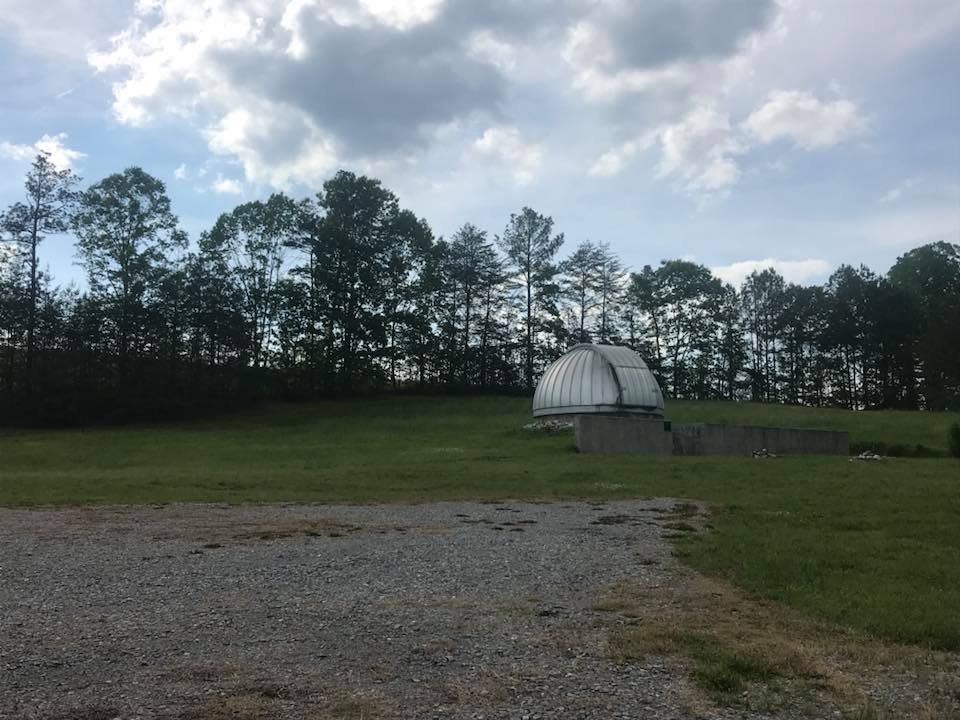
جيمس ويلي شيبرد يقع المرصد على بعد حوالي ثلاثة أميال من الحرم الجامعي.

## روابط خارجية
- Official website
- Anna Crawford Milner Archives & Special Collections